# Princesa por un mes
- Esta obra contiene una traducción parcial derivada de «Thirty-Day Princess» de Wikipedia en inglés, publicada por sus editores bajo la Licencia de documentación libre de GNU y la Licencia Creative Commons Atribución-CompartirIgual 4.0 Internacional.

Princesa por un mes (Thirty-Day Princess, 1934) es una película de comedia de 1934 dirigida por Marion Gering y protagonizada por Sylvia Sidney, Cary Grant y Edward Arnold. Está basada en una historia corta del mismo nombre de Clarence Budington Kelland publicada en Ladies' Home Journal en 1933.

## Argumento
En su camino a Nueva York para encontrar apoyo financiero para su empobrecido país, el Reino Ruritano de Taronia, la Princesa "Zizzi" Catterina (Sylvia Sidney) enferma de paperas y tiene que permanecer en cuarentena durante un mes. Desesperado, el financiero Richard Gresham (Edward Arnold), que planea emitir 50 millones de dólares en bonos taronianos, contrata a la actriz desempleada Nancy Lane (también interpretada por Sidney) para que se haga pasar por la princesa, y le ofrece una gran bonificación si hace cambiar de opinión al principal oponente de la transacción financiera, el editor de periódicos Porter Madison III (Cary Grant).

## Reparto
| Actor/Actriz       | Personaje                     |
| ------------------ | ----------------------------- |
| Sylvia Sidney      | Princesa Catterina/Nancy Lane |
| Cary Grant         | Porter Madison III            |
| Edward Arnold      | Richard Gresham               |
| Henry Stephenson   | Rey Anatol XII                |
| Vince Barnett      | Conde Nicholeus               |
| Edgar Norton       | Barón Passeria                |
| Ray Walker         | Dan Kirk                      |
| Lucien Littlefield | Parker                        |
| Robert McWade      | Editor jefe                   |
| George Baxter      | Donald Spottswood             |
| Marguerite Namara  | Dama de compañía              |